# Érszeg
Érszeg (románul: Ersig) település Romániában, a Bánságban, Krassó-Szörény megyében.

## Fekvése
Boksánbányától északnyugatra, a Pogányos-tó közelében fekvő település.

## Története
Érszeg vagy Egerszeg nevét 1369-ben említette először oklevél Egewrscegh néven. 1384-ben Egurzeg, 1406-ban Egurzegh, 1433-ban Egheerzek, 1597-ben Jerzik, 1369-ben Egerzeeg (ekkor Temes vármegyéhez számították), 1786 Erszegh, Járszeg, 1808-ban Jerszeg ~ Járszeg, 1913-ban Érszeg néven írták.
A trianoni békeszerződés előtt Krassó-Szörény vármegye Boksánbányai járásához tartozott. 1910-ben 949 lakosából 399 magyar, 56 szlovák, 454 román volt. Ebből 493 római katolikus, 14 görögkatolikus, 442 görögkeleti ortodox volt.
Az 1848-ban épült római katolikus templomot a romos állapota és a hivők hiánya miatt 2024-ben lebontották.